# Chun In-gee
Chun In-gee (em coreano:  전인지; nascida em 10 de agosto de 1994), também conhecida como In Gee Chun, é uma golfista profissional sul-coreana. Venceu o Campeonato Aberto dos Estados Unidos de Golfe Feminino de 2015.
Chun representou a Coreia do Sul no individual feminino do golfe nos Jogos Olímpicos de Verão de 2016, no Rio de Janeiro, Brasil.